# Бауру
Бауру (порт. Bauru) — місто і муніципалітет у бразильському штаті Сан-Паулу. Економіка муніципалітету заснована на сфері послуг та торговлі. Тут також вирощується багато тропічних фруктів, зокрема ананасів, існують підприємства харчової, обробної та механічної промисловості. Тут діють кілька університетів, зокрема кампуси Університету Сан-Паулу і UNESP.

## Уродженці
- Емерсон Карвалью да Сілва (* 1975) — бразильський футболіст.

| Бразилія | Це незавершена стаття з географії Бразилії. Ви можете допомогти проєкту, виправивши або дописавши її. |